# تارينتولا الحزم
المعروف أيضًا باسم أبو بريص جدار ولفغانغ أو أبو بريص ، هو نوع من الوزغة. موطنها شمال إفريقيا (تونس وليبيا ومصر).
تم إيجاده لأول مرة في عين الطيانة ، 20 كم جنوب مدينة بنغازي ، ليبيا.

## الوصف
ولفجانجي: نوع فرعي صغير من تارينتولا الحزم ؛ أقصى طول مسجل للجسم عند الذكور 72.3 ملم ،و للإناث 57.5 ملم (حتى أكثر من 100 ملم في ذكور تارينتولا الصحراء ، 81 ملم في أنثى من سكان رأس لانوف من شمال غرب ليبيا).
طول الذيل عادة أطول من الجسم . الخطم (فتحات الأذن العقلية) أطول بشكل ملحوظ من سلالات تارينتولا الحزم و تارينتولا الصحراء من شرق ليبيا (حوالي 90٪ من طول الرأس مقابل 60-70٪).
الدرنات الظهرية في الصفوف الطولية 11-14 (غالبًا 12) ، وغالبًا ما تكون منحدرة ببساطة (تتضاعف في تارينتولا الحزم). يختلف عن جميع تارينتولا التونسية أو الليبية الأخرى (باستثناء مجموعة تارينتولا المهملة) بعدد أقل من المقاييس البطنية وعدد أقل من الصفائح تحت الأصابع الأول والرابع . يختلف عن تارينتولا موريتانيكا التونسي من خلال انخفاض عدد المقاييس بين الحجاج ؛ من تارينتولا موريتانيكا الليبي بعدد أقل من الفصائل الفرعية ؛ من السلالات الغربية الليبية من تارينتولا الحزم عن طريق العدد الأقل من المقاييس بين الحجاج . عادة ما يتم فصل المنقار عن فتحة الأنف بمقاييس صغيرة (في تارينتولا الحزم روستال عادة في اتصال مع فتحة الأنف).
اللون الظهري في يشبه تارينتولا موريتانيكا. خمسة نطاقات عرضية داكنة عبر الظهر ، غالبًا ما يتم تقليلها إلى نقاط مقترنة.